# Parorchestia longicornis
Parorchestia longicornis is een vlokreeftensoort uit de familie van de Talitridae. De wetenschappelijke naam van de soort is voor het eerst geldig gepubliceerd in 1938 door Stephensen.